# Ralf Bickhardt
Ralf Bickhardt (* 20. Dezember 1912 in Dresden; † nach Februar 1956) war ein deutscher Mediziner. Er war im Zweiten Weltkrieg an der Entwicklung eines Impfstoffs gegen Fleckfieber beteiligt und Leiter des Instituts für Fleckfieber- und Virusforschung des Oberkommandos des Heeres in Rabka.

## Leben und Tätigkeit
Er war der Sohn des Stabs- und Bataillonsarztes und späteren Obermedizinalrates Justus Robert Bickhardt im Leibgenadier-Regiment Nr. 100 in Loschwitz und wuchs in Klotzsche auf. Nach dem Schulbesuch und dem Ablegen des Abiturs am Gymnasium nahm er ein Medizinstudium auf. Er immatrikulierte sich für das Sommersemester 1934 am 12. Mai 1934 an der Universität Rostock. Bereits am 15. November 1934 wurde er dort wieder exmatrikuliert. 1939 promovierte er an der Universität Marburg zum Dr. med. Das Thema seiner medizinischen Dissertation, die 36 Seiten umfasst, lautete Über die Verbreitung der vom Darm ausgehenden ansteckenden Krankheiten im hessischen Raume und ihre Bekämpfung unter besonderer Berücksichtigung eines Paratyphus-Endemieherdes.
Ralf Bickhardt wurde Assistent beim Honorarprofessor Richard Otto an der Johann Wolfgang Goethe-Universität Frankfurt am Main. Mit ihm war er insbesondere auf dem Gebiet der Fleckfieberforschung tätig. Beide entwickelten spätestens 1942 eine neue Methode zur Impfstoffgewinnung aus Mäuselungen. Der Impfstoff wurde unmittelbar darauf an die Wehrmacht abgegeben, wobei Bickhardt die Notwendigkeit der bislang fehlenden praktischen Erfahrungen des Impfschutzes betonte. Aufgrund seines wissenschaftlichen Erfolges wurde Ralf Bickhardt, obwohl er erst dreißig Jahre alt war, im Dezember 1942 als Leiter des in Rabka neugegründeten neuen Standorts des Instituts für Fleckfiber- und Virusforschung des Oberkommandos des Heeres eingesetzt. Hier führten er und seine Mitarbeiter zahlreiche Tierversuche zur Impfstoffgewinnung mit Mäusen durch.
Nach Kriegsende setzte Ralf Bickhardt Tierversuche fort und führte beispielsweise vergleichende Untersuchungen über die exsudationshemmende Wirkung von Calcium und Strontium am Eiweißödem der Rattenpfote durch, worüber er 1954 publizierte. Im Februar 1956 arbeitete er in einem Krankenhaus in Teheran.

## Schriften (Auswahl)
- Über die Verbreitung der vom Darm ausgehenden ansteckenden Krankheiten im hessischen Raume und ihre Bekämpfung unter besonderer Berücksichtigung eines Paratyphus-Endemieherdes. In: Archiv für Hygiene und Bakteriologie. Bd. 122, Heft 5, 1939.
- (mit Richard Otto): Über das Gift der Fleckfieberrickettsien. In: Zeitschrift für Hygiene, 1942, S. 447–462.
- (mit Richard Otto): Weitere experimentelle Untersuchungen über Schutzimpfstoffe gegen Flecktyphus, 1942, S. 717–724.
- Über Fleckfieber-Schutzimpfstoffe aus den Frankfurter Instituten. In: Arbeiten aus dem Staatlichen Institut für Experimentelle Therapie und dem Forschungsinstitut für Chemotherapie zu Frankfurt a. M., Heft 42, 1943, S. 12–16.
- (mit H.-J. Heite): Vergleichende Untersuchungen über die exsudationshemmende Wirkung von Calcium und Strontium am Eiweißödem der Rattenpfote. In: Naunyn-Schmiedebergs Archiv für experimentelle Pathologie und Pharmakologie, Bd. 221, 1954, S. 393–398.